# Ulrich Sommer (Jurist)
Ulrich Sommer (geboren 1952 in Herne) ist ein deutscher Strafverteidiger. Er ist Honorarprofessor der Universität zu Köln.

## Leben
Sommer studierte von 1970 bis 1975 Rechtswissenschaften an den Universitäten Bochum und Köln, promovierte 1979 mit einem strafrechtlichen Thema und wurde im selben Jahr als Rechtsanwalt zugelassen. Seit 1998 ist er Fachanwalt für Strafrecht.
Seit 1998 ist Sommer Mitglied des Vorprüfungsausschusses der Kölner Rechtsanwaltskammer zur Verleihung des Titels "Fachanwalt für Strafrecht". Von 1996 bis 2006 gehörte er dem Vorstand des Kölner Anwaltvereins und von 2001 bis 2005 dem Vorstand des Deutschen Anwaltvereins an.
Seit 2002 ist er Mitglied der AG Strafrecht des Deutschen Anwaltvereins. Von 2002 bis 2004 war er deutscher Delegierter im Rat der Anwaltschaften der Europäischen Gemeinschaft CCBE in Brüssel, und seit 2004 ist er Mitglied der European Criminal Bar Association (ECBA).
Ulrich Sommer ist seit 2004 Lehrbeauftragter der Universität Köln. Im Jahr 2010 wurde er von der Universität zu Köln zum Honorarprofessor ernannt.

## Veröffentlichungen (Auswahl)
- Das "mildeste Gesetz" im Sinne des § 2 Abs. 3. Neue Kölner rechtswissenschaftliche Abhandlungen Bd. 84; zugl. Diss. Rechtswiss. Fak. Univ. Köln 1978. Hanstein, Königstein/Ts. 1979, ISBN 978-3-7756-5009-0
- Das fehlende Erfolgsunrecht: ein Beitrag zur Strafbarkeitsbewertung des Agent provocateur. Centaurus-Verl.-Ges. Pfaffenweiler 1987, ISBN 978-3-89085-130-3
- Strafanzeige und Strafprozess. Ratgeber Recht, Fischer-Taschenbuch-Verlag 12494, Köln 1996, ISBN 978-3-596-12494-7
- Lebenserfahrung – Gedanken über ein Kriterium richterlicher Beweiswürdigung. In: Ernst-Walter Hanack (Hrsg.) et al.: Festschrift für Peter Riess zum 70. Geburtstag am 4. Juni 2002. de Gruyter, Berlin New York 2002, ISBN 978-3-11-017004-7, S. 585–610
- Korruptionsstrafrecht. ZAP, Münster 2010, ISBN 978-3-89655-447-5. – Zweite Aufl. mit Christian Schmitz unter dem Titel Praxiswissen Korruptionsstrafrecht. ZAP, Köln 2016, ISBN 978-3-89655-867-1
- Effektive Strafverteidigung: ein Handbuch für die Theorie und Praxis der Strafverteidigung – mit grundlegenden Erläuterungen zu Recht, Psychologie und zu den Überzeugungstechniken des Strafverteidigers. Heymann, Köln 2011, ISBN 978-3-452-27535-6 (4, Auflage 2020, ISBN 978-3-452-29523-1)